# 立田山 (熊本県)
立田山（たつだやま、たつたやま） は、熊本県熊本市のほぼ中央に位置する標高151.7mの山。

## 概要
熊本市中心市街地から見て北東方向に位置する丘陵状の山で、金峰山の外輪山（熊ノ岳など）の生成と同時期に形成された孤立的火山である。
古くから人間が居住していた場所で、縄文・弥生時代の遺跡や遺物が出土している。
現在は、住宅地の中にありながら自然が残される場所となっており、ヤエクチナシをはじめとして多くの植物が自生し、市民の憩いの場ともなっている。「立田山ヤエクチナシ自生地」は国の天然記念物に指定されている。

### 呼称
- 濃い緑に覆われていたためクロカミ山と呼ばれていたが、平安時代の歌人清原元輔（清少納言の父）が肥後へ国司として赴任したとき、この山の姿に奈良の龍田の里を偲んで名前を改めた等のという俗説がある[1]が、定かではない。
- 現在の立田山の旧称である黒髪山の「クロカミ」は、闇龗神（クラオカミノカミ）という龍神の名が由来である。闇龗神の「闇(クラ)」は谷間を表し「龗 (オカミ)」は龍神を表す古語である。「闇龗(クラオカミ)を祀る山」が口伝えされていく内に徐々に訛り クラオカミ山、クロカミ山 へと変化した[2]。漢字の「黒髪」の表記は後世になって発音に合わせた当て字である。闇龗神は水田や農耕に必要な恵みの雨を降らせたり、長雨を止めてくれるとして農耕の民に信仰されてきた、水を司る龍神である。現在でも黒髪の周辺地域には龍と農耕にまつわる「龍田（タツダ）」や「竜田（タツダ）」、龍田の発音から派生したと考えられる「立田（タツダ）」という地名が残っており、黒髪地域に所在する熊本大学 黒髪キャンパスの南側を流れる一級河川 白川には現在も「龍神橋」という橋が架かっている[3]。

## 立田山にある施設

### 立田山緑地
熊本市の緑地公園として1955年（昭和30年）8月1日に開設された。面積42,247m2。
「立田山憩の森」として遊歩道・展望台・休憩所などが整備されている。

#### 立田自然公園（泰勝寺跡）

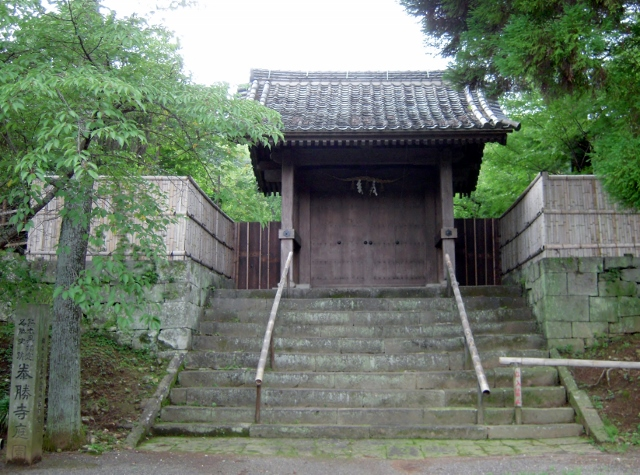
立田自然公園の泰勝寺跡

熊本藩藩主・細川家の菩提寺であった泰勝寺の跡地を公園としたもので、花岡山麓の北岡自然公園内にある妙解寺跡と共に国の史跡に指定されている。細川藤孝夫妻、細川忠興、細川ガラシャ夫妻の墓がある。

### 立田山豊国台公園
熊本市の緑地公園として1955年（昭和30年）8月1日に開設された。面積33,597m2。
加藤清正が豊臣秀吉を偲んで建てた豊国廟の跡が残っている。

### 立田山実験林
独立行政法人森林総合研究所九州支所が所有している実験林。森の展示館や樹木園も併設している。

## 周辺施設
- リデル・ライト両女史記念館

ハンセン病の治療に生涯をささげたイギリス人宣教師（ハンナ・リデル、グレース・ノット、エダ・ハンナ・ライト）らが建てた、回春病院（かいしゅんびょういん）跡。
- 熊本大学
- 独立行政法人森林総合研究所九州支所

## 交通アクセス

### 鉄道
- 竜田口駅 - JR九州 豊肥本線

立田山憩の森への最寄り。下記の 南側を通る路線 に記載の路線バスに乗り換えることもできる。
- 北熊本駅 - 熊本電気鉄道 菊池線 藤崎線

### バス

#### 南側を通る路線
産交バスと電鉄バスが、中心市街地（桜町BT・熊本駅）と郊外（武蔵塚駅・肥後大津駅など）を結ぶ路線を運行している。
- 熊本大学前
- 立田自然公園入口

泰勝寺跡（立田自然公園）、森林総合研究所九州支所および熊本大学への最寄り
- つつじヶ丘

つつじヶ丘横穴群への最寄り
- 竜田口駅前

立田山憩の森への最寄り
- 緑ヶ丘入口

立田山野外保育センター・雑草の森への最寄り

#### 西側を通る路線
電鉄バスが、中心市街地（桜町BT・熊本駅）と郊外を結ぶ路線を運行している。
- 電鉄本社前
- 立田山・朝日野総合病院前

立田山配水池、立田山豊国台公園および山頂への最寄り
- 万石

立田山憩の森への最寄り